# Palau consistorial de València
|  | Aquest article tracta sobre l'edifici. Si cerqueu el consell municipal valencià, vegeu «Consell municipal de València». |

L'Ajuntament de València és la seu del consell municipal de la ciutat de València. Domina la plaça de l'Ajuntament.

## Història de l'edifici
L'edifici actual s'erigí entre 1905 i 1950 aprofitant l'enderroc del convent de Sant Francesc, que s'havia convertit en caserna de cavalleria, incorporat a l'antiga Casa de l'Ensenyança, un institut catòlic (concebut com una escola, on el pati interioritzava i articulava les dependències pròpies d'un centre d'aquest tipus: aules en les dues primeres plantes i dormitoris en la tercera, a més d'altres serveis complementaris, distribuïdes entre elles, i una peça tan destacada com la capella, a la qual es reserva pràcticament la crugia sud), i l'Església de la Sang. L'estructura original, d'estil neoclàssic, encara es pot apreciar a la part de darrere. Fins al 1934 el consell municipal tenia com a seu l'antiga Casa de la Ciutat, ja desapareguda, a la plaça de la Mare de Déu.
Desentenent-se conscientment del llenguatge neoclàssic de la Casa d'Ensenyança, el 1904 l'arquitecte municipal Carlos Carbonell va presentar un projecte de cos d'edifici annex, subordinat a una doble finalitat: dotar l'Ajuntament de lloc per a ubicar peces tan destacades com l'alcaldia, sales de juntes, saló de recepcions, etc., i significar externament, mitjançant un traçat monumental i arqueologista, una mica del que no tenia la Casa d'Ensenyança (ocupada per l'Ajuntament des del 1860), la referència a la seu de la municipalitat com a palau cívic i centre arquitectònic del nou centre urbà propiciat pel mateix emplaçament d'aquest organisme.

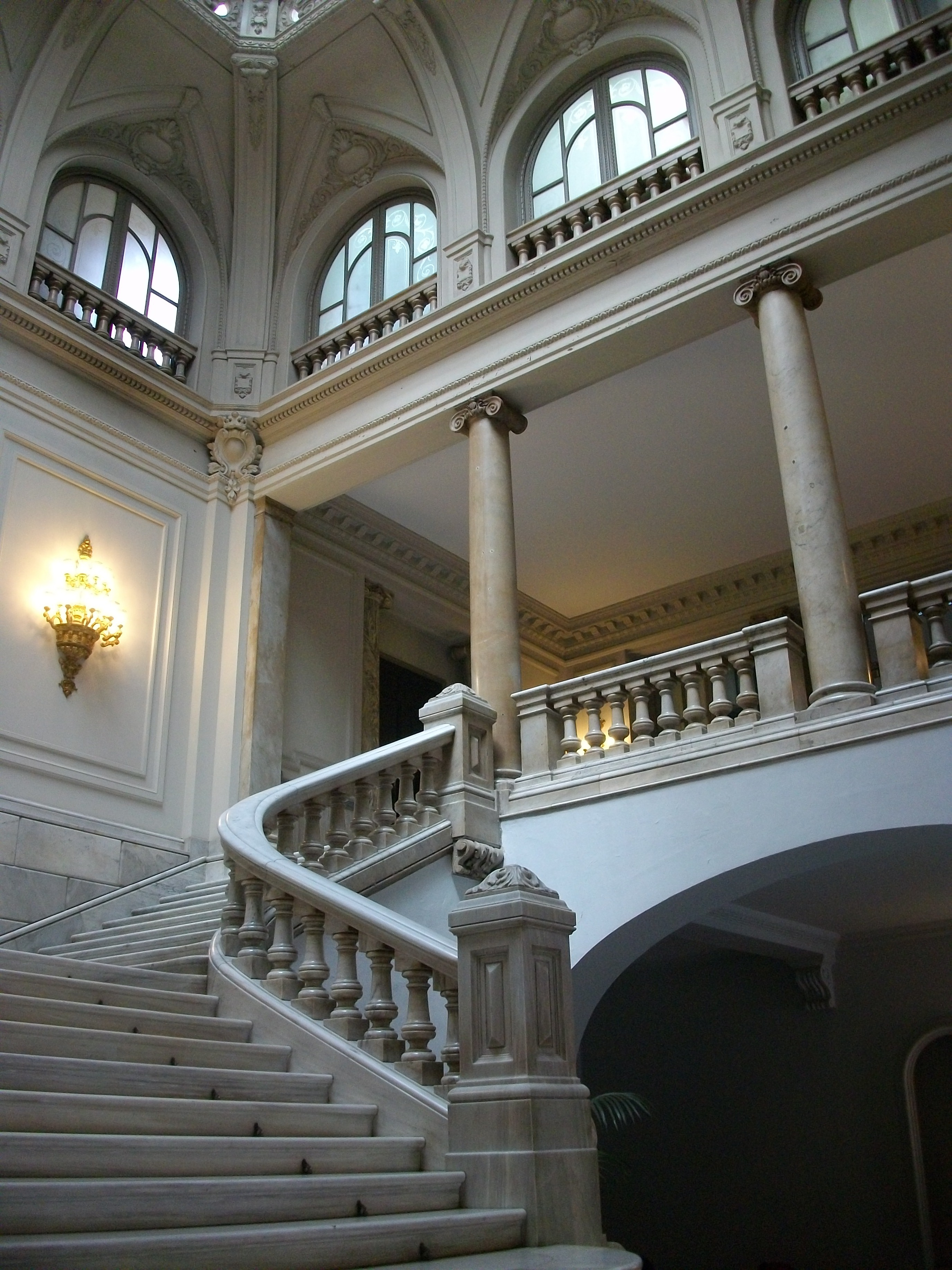
Escala de marbre

Amb aquesta finalitat, l'esmentat arquitecte va recórrer a un repertori de formes ornamentals renaixentistes i barroques i a l'ostentació de símbols enaltidors com les Virtuts Cardinals i altres al·legories, anteposant el sumptuari al funcional. D'altra banda, el traçat discontinu, efectista, del cos de l'edifici, es zonifica entre dos grans blocs que avancen sobre la façana, centrant una elevada torre amb rellotge i carilló de campanes, i dues torres menors als dos extrems.
Convergeix tot aquest conjunt en el grup de bronze de l'escut municipal sustentat per dos nus femenins de marbre que simbolitzen les Arts i les Lletres, obra tota de Marià Benlliure, autor, així mateix, dels carcanyols del buit central, dos mitjos relleus de marbre que simbolitzen l'Administració i la Justícia. Les estàtues de marbre que, integrades en els dos blocs sortints, semblen donar guàrdia a l'anterior conjunt simbòlico-heràldic, són obra de Carmelo Vicent (la Justícia i la Prudència) i Vicente Beltrán (la Fortalesa i la Temprança). Element d'enllaç entre aquests dos cossos sortints i la resta de façana són les balustrades amb obeliscs que coronen el conjunt, inaugurat oficialment el 1930. El gran balcó, afegit posteriorment, es troba directament damunt de la porta principal. A l'entrada hi ha una mena de porxe amb dues columnes grosses i una escala.
Durant la Guerra Civil espanyola s'hi reuní el parlament espanyol l'1 de desembre de 1936 i l'1 de febrer de 1937, refugiat a València entre el 6 novembre de 1936 i finals de 1937. Arran del bombardeig que patí l'edifici el 28 de maig de 1937, les sessions parlamentàries es traslladaren a l'edifici de la Llotja.

### Interior
A l'interior de l'edifici es van anar realitzant costoses obres, en general afectades de sumptuositat i escassament funcionals: el vestíbul i l'escalinata de marbre, el projecte dels quals és del 1924; el saló de festes, decorat amb pintures de Tuset i dotze relleus de nus de marbre realitzats per Carmelo Vicent, Vicente Beltrán, Enrique Giner i Vicente Coret, inaugurat el 1929; l'hemicicle, etc.
Es conserven escassos vestigis arquitectònics de les dues institucions, escola i confraria, que albergà l'edifici anteriorment. L'espai de l'antiga església de la Sang l'ocupa actualment l'anomenat pati envidrat, on es concentren diverses oficines municipals. Respecte a la capella de la Casa d'Ensenyança, dedicada a santa Rosa de Lima, una important reforma conclosa el 1935 emmascara plenament la seua ornamentació rococó i desvirtua el seu primitiu plantejament espacial, per tal com, suprimits els altars, hi va ser interposada una nova planta al nivell i com a prolongació del cor, planta que separa el recinte ocupat per l'arxiu i el museu històric des de llavors, de les sales d'exposicions de la planta baixa.

## Festes

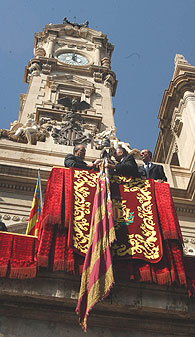
Baixada de la senyera des del balcó de la casa consistorial durant la processó cívica del Nou d'Octubre

Durant les Falles, a les dues del migdia, el balcó de l'Ajuntament s'ompli de dignataris, a més de la fallera major, l'alcalde i de vegades el president de la Generalitat. Des d'ací donen l'ordre de començar i observen la mascletà feta a la mateixa plaça.
El nou d'octubre, dia de la ciutat i des del 1982 Diada del País Valencià, la senyera de la ciutat és baixada des del balcó a terra utilitzant una corda, per tal que es mantinga dreta i sense tombar-se. Fa un recorregut pel centre de València fins a la plaça d'Alfons el Magnànim i després torna a dalt de l'Ajuntament, on és guardada fins a l'any següent.

## Serveis
A l'Ajuntament, hi ha unes quantes oficines d'atenció al públic: la de turisme, la del padró o registre municipal, la d'informació general, la de tributs i la de la policia local.

## Museu Històric de la Ciutat

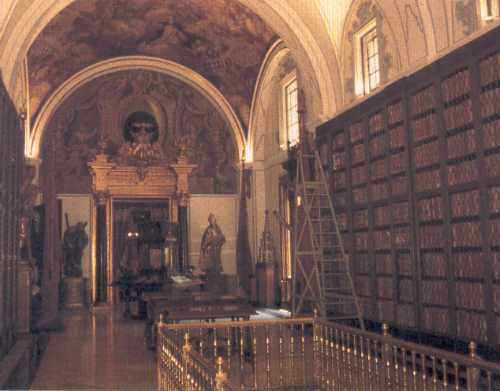
Museu Històric de l'Ajuntament, quan encara contenia l'arxiu històric

El Museu Històric Municipal es troba dins de l'edifici, concretament en la part de la Casa Consistorial de la plaça de l'Ajuntament que correspon a l'antiga Casa d'Ensenyança, fundada per l'arquebisbe Mayoral en el segle xviii, i a la part on es trobava l'església de Santa Rosa de Lima.
Aquest museu s'estructura en diferents sales: La primera sala conté cinc plànols que mostren l'evolució de la ciutat. El més famós és el realitzat pel pare Tosca el 1704, però també s'hi exposen els de Mancelli, del 1608, i el de Montero d'Espinosa, del 1853. En la segona de les sales, de Vistes de la Ciutat, s'exhibeixen un total de 46 gravats de la col·lecció municipal que comprenen un període cronològic que va de finals del segle xviii a mitjan segle xix.
La Sala dels Furs conté pintures murals de l'any 1958 de Ramon Stolz. Aquestes representen els huit monarques de la història de València més relacionats amb el règim foral, des de Jaume I fins a Alfons el Magnànim, entre altres motius, com l'episodi de Francesc de Vinatea (jurat en cap de la ciutat que al capdavant d'altres jurats va exigir i va aconseguir del rei Alfons el Benigne la derogació del contrafur pel qual el monarca donava a l'infant Ferran algunes viles del Regne de València). També hi és representada, amb la figura eqüestre d'un justícia del segle xv, la Companyia de Ballesters del Centenar de la Ploma, milícia urbana fundada el 1356 per Pere el Cerimoniós per a portar i custodiar la Senyera. La sala està coberta per un enteixinat inspirat en motius mudèjars, tallat per Josep Sanmartín; els motius heràldics de les bigues que delimiten els cassetons, inspirats en els blasons dels cavallers de la Conquesta, són obra del pintor Francesc Baró. Al centre de la sala hi ha la vitrina neogòtica on s'exhibeix el primer incunable del Llibre dels Furs, el manuscrit del qual es custodia en l'Arxiu Municipal.
Finalment, la Sala Foral, situada en el que fou l'Església de Santa Rosa i decorada amb pintures de Josep Vergara, alberga alguns dels símbols i relíquies que són un referent de la història de València, quasi tots ells provinents de l'Antiga Casa de la Ciutat: la Reial Senyera, el Penó de la Conquesta, el Trofeu de la Conquesta, l'espasa del Rei Jaume I, el Llibre del Consolat de Mar, el quadre de la Immaculada i els Jurats d'Espinosa, el reliquiari de Sant Jordi, l'Arcàngel Sant Miquel, les Claus de la Ciutat, banderes gremials, diverses peces d'orfebreria, etcètera.

## Visites
L'entrada és gratuïta i l'horari és des de les 09.15 fins a les 14.00, de dilluns a divendres.

## Galeria
|  |  |  |